# García I van Navarra
García I Sánchez van Navarra (ca. 919 – 22 februari 970) was van 931 tot aan zijn dood koning van Navarra. Hij behoorde tot het huis Jiménez.

## Levensloop
García I was de zoon van koning Sancho I van Navarra en diens echtgenote Toda Aznárez, dochter van heer Aznar Sánchez van Larraun. 
Omdat hij bij de dood van zijn vader in 925 slechts zes jaar oud was, nam zijn oom Jimeno Garcés de regering in Navarra over. Toen die in 931 stierf, eiste een andere oom van García, Íñigo Garcés, het regentschap van zijn neef op, totdat die in 933 door zijn moeder Toda uit Navarra verdreven werd. Vanaf 931 was García officieel koning van Navarra, onder het regentschap van zijn moeder.
In 934 viel kalief Abd al-Rahman III van Córdoba Navarra binnen en dwong hij Toda tot de onderwerping. Het koninkrijk Navarra werd onder de suzereiniteit van Córdoba geplaatst, maar García werd wel erkend als koning. In die periode begon hij zelfstandig te regeren en huwde hij met Andregoto, erfgename van het graafschap Aragón. In 943 liet hij zich op basis van bloedverwantschap van haar scheiden, waarna hij hertrouwde met Teresa (overleden in 957), mogelijkerwijze een dochter van koning Ramiro II van León.
In 939 kon een verenigd christelijk leger onder de aanvoering van koning Ramiro II van Léon in de zegerijke Slag bij Simancas de macht van de kalief van Córdoba ten noorden van de Douro beëindigen. Later engageerde García zich in de Leónese Broederoorlog tussen zijn neef Sancho I en diens halfbroer Ordoño III. Toen Sancho I in 958 als koning van León verdreven werd door zijn neef Ordoño IV, ging hij in ballingschap naar Navarra. In 960 restaureerde hij samen met de kalief van Córdoba Sancho als koning van León.
García I stierf in februari 970, waarna hij werd bijgezet in de kapel van de burcht van San Estebán bij Villamayor de Monjardín.

## Nakomelingen
García I en zijn eerste echtgenote Andregoto kregen een zoon:
- Sancho II Garcés (overleden in 994), koning van Navarra

García en zijn tweede echtgenote Teresa kregen volgende kinderen:
- Ramiro (overleden in 981), koning van Viguera
- Urraca, huwde in 964 met graaf Ferdinand González van Castilië en in 972 met hertog Willem II van Gascogne
- Jimeno (overleden in 979)

## Voorouders
| Voorouders van García I van Navarra (919-970) | Voorouders van García I van Navarra (919-970)               | Voorouders van García I van Navarra (919-970)               | Voorouders van García I van Navarra (919-970)               | Voorouders van García I van Navarra (919-970)               | Voorouders van García I van Navarra (919-970)               | Voorouders van García I van Navarra (919-970)               | Voorouders van García I van Navarra (919-970)               | Voorouders van García I van Navarra (919-970)               |
| --------------------------------------------- | ----------------------------------------------------------- | ----------------------------------------------------------- | ----------------------------------------------------------- | ----------------------------------------------------------- | ----------------------------------------------------------- | ----------------------------------------------------------- | ----------------------------------------------------------- | ----------------------------------------------------------- |
| Overgrootouders                               | ? (-) ∞ ? (-)                                               | ? (-) ∞ ? (-)                                               | Lupo de Bigorra (845-910) ∞ Faquilena de Roergue (-)        | Lupo de Bigorra (845-910) ∞ Faquilena de Roergue (-)        | Sancho Garcés (867–893) ∞ ? (-)                             | Sancho Garcés (867–893) ∞ ? (-)                             | Fortún Garcés (-905) ∞ Oria van Navarra (–)                 | Fortún Garcés (-905) ∞ Oria van Navarra (–)                 |
| Grootouders                                   | García Jiménez (835-885) ∞ Dadildis van Pallars (-)         | García Jiménez (835-885) ∞ Dadildis van Pallars (-)         | García Jiménez (835-885) ∞ Dadildis van Pallars (-)         | García Jiménez (835-885) ∞ Dadildis van Pallars (-)         | Aznar Sanchez (-) ∞ Oneca Fortúnez (-)                      | Aznar Sanchez (-) ∞ Oneca Fortúnez (-)                      | Aznar Sanchez (-) ∞ Oneca Fortúnez (-)                      | Aznar Sanchez (-) ∞ Oneca Fortúnez (-)                      |
| Ouders                                        | Sancho I van Navarra (865-925) ∞ Toda van Navarra (876-958) | Sancho I van Navarra (865-925) ∞ Toda van Navarra (876-958) | Sancho I van Navarra (865-925) ∞ Toda van Navarra (876-958) | Sancho I van Navarra (865-925) ∞ Toda van Navarra (876-958) | Sancho I van Navarra (865-925) ∞ Toda van Navarra (876-958) | Sancho I van Navarra (865-925) ∞ Toda van Navarra (876-958) | Sancho I van Navarra (865-925) ∞ Toda van Navarra (876-958) | Sancho I van Navarra (865-925) ∞ Toda van Navarra (876-958) |